# Acrocyrta clytoides
Acrocyrta clytoides é uma espécie de coleóptero da tribo Clytini (Cerambycinae), com distribuição apenas na Ilha de Bornéu (Malásia.)

## Sistemática
- Ordem Coleoptera
  - Subordem Polyphaga
    - Infraordem Cucujiformia
      - Superfamília Chrysomeloidea
        - Família Cerambycidae
          - Subfamília Cerambycinae
            - Tribo Clytini
              - Gênero Acrocyrta
                - Acrocyrta clytoides (Pascoe, 1857)